# Erzbistum Pisa
Das Erzbistum Pisa (lat. Archidioecesis Pisana, ital. Arcidiocesi di Pisa) ist eine Erzdiözese der römisch-katholischen Kirche in Italien mit Sitz in Pisa.

## Geschichte
Das Bistum wurde im 4. Jahrhundert errichtet und am 21. April 1092 durch Papst Urban II. mit der Päpstlichen Bulle Cum universis zum Erzbistum mit Sitz des Metropoliten der republik-pisanischen Provinz erhoben. Die Suffragandiözesen hießen Mariana, Aléria, Nebbio und Sagone (alle auf Korsika). Der Erzbischof von Pisa führt zugleich den Titel „Primas von Sardinien und Korsika“.

## Kirchenprovinz
- Erzbistum Pisa

1. Bistum Livorno
2. Bistum Massa Carrara-Pontremoli
3. Bistum Pescia
4. Bistum Volterra